# Galena Park, Texas
Galena Park là một thành phố thuộc quận Harris, tiểu bang Texas, Hoa Kỳ. Năm 2010, dân số của xã này là 10887 người.

## Dân số
- Dân số năm 2000: 10592 người.
- Dân số năm 2010: 10887 người.